# Arcturus hastiger
Arcturus hastiger is een pissebed uit de familie Arcturidae. De wetenschappelijke naam van de soort is voor het eerst geldig gepubliceerd in 1909 door Richardson.